# Пауль Мальманн
Пауль Мальманн (нім. Paul Mahlmann; 10 грудня 1892, Ерфурт — 19 березня 1963, Мюнхен) — німецький воєначальник, військовий письменник і журналіст, генерал-лейтенант вермахту. Кавалер Німецького хреста в золоті.

## Біографія
Син євангелічного пастора. В 1907 році вступив в кадетський корпус, 20 січня 1914 року — в армію, служив в піхоті. Учасник Першої світової війни. Після демобілізації армії залишений в рейхсвері. З 26 серпня 1939 року — командир 181-го піхотного полку у Фройденберзі, з 25 лютого по 1 червня 1942 року — 137-ї піхотної дивізії, з 1 липня 1942 року — пункту прийому претендентів на офіцерське звання в 12-му, з 1 листопада 1942 року — в 9-му військовому окрузі, з 25 грудня 1942 року — 147-ї резервної, з 3 вересня 1943 року — 39-ї, з 20 листопада 1943 року — 353-ї піхотної дивізії. 15 лютого 1945 року захворів і відправлений в резерв. 19 квітня 1945 року взятий в полон. Успішно пройшов денацифікацію і в червні 1947 року звільнений.
В 1950/55 роках — член ВДП. З 1 жовтня 1950 по 30 вересня 1952 року — начальник відділення Німецької служби праці Армії США у Вюрцбурзі, потім — в Гайдельберзі. З 1952 року — позаштатний журналіст газет Süddeutsche Zeitung і Der Tagesspiegel. В липні 1960 року виступав свідком обвинувачення на процесі над Максом Зімоном.

## Звання
- Лейтенант (20 січня 1914; патент від 22 червня 1912)
- Оберлейтенант (18 серпня 1917)
- Гауптман (1 квітня 1925)
- Майор (1 травня 1934)
- Оберстлейтенант (1 жовтня 1936)
- Оберст (1 червня 1939)
- Генерал-майор (1 січня 1943)
- Генерал-лейтенант (1 червня 1944)

## Нагороди
- Залізний хрест
  - 2-го класу (17 жовтня 1914)
  - 1-го класу (28 березня 1917)
- Ганзейський хрест (Гамбург; 20 липня 1917)
- Нагрудний знак «За поранення» в чорному (19 червня 1918)
- Почесний хрест ветерана війни з мечами (1934)
- Медаль «За вислугу років у Вермахті»
  - 4-го, 3-го і 2-го класу (18 років; 2 жовтня 1936) — отримав 3 нагороди одночасно.
  - 1-го класу (25 років)
- Застібка до Залізного хреста
  - 2-го класу (23 жовтня 1939)
  - 1-го класу (15 травня 1940)
- Нагрудний знак «За поранення» в чорному (21 липня 1941)
- Німецький хрест в золоті (22 листопада 1941)
- Медаль «За зимову кампанію на Сході 1941/42» (31 серпня 1942)
- Почесна застібка на орденську стрічку для Сухопутних військ (5 жовтня 1944)